# 電壓
電壓（英文：Voltage、electric pressure 或 electric tension）是兩點之間的電位差（electric potential difference），也就是静电学中將一库仑试探電荷從一點移動到另外一點所需要的能量。電壓的SI單位為伏特:166，又可以寫成焦耳每庫倫。值得一提的是，電壓或電位差在符號上寫為∆V，之後省略了差值符號，直接記為V或U。
電壓可能由電荷、通過磁場的電流、或隨時間改變的磁場等因素造成。

## 定義
| 国际单位制电学單位 | 国际单位制电学單位 | 国际单位制电学單位     | 国际单位制电学單位 |
| 基本單位           | 基本單位           | 基本單位               | 基本單位           |
| 單位               | 符號               | 物理量                 | 註                 |
| ------------------ | ------------------ | ---------------------- | ------------------ |
| 安培               | A                  | 電流                   |                    |
| 導出單位           |                    |                        |                    |
| 單位               | 符號               | 物理量                 | 註                 |
| 伏特               | V                  | 電勢，電勢差，電動勢   | = W/A              |
| 歐姆               | Ω                  | 電阻，電抗，阻抗       | = V/A              |
| 法拉               | F                  | 電容                   |                    |
| 亨利               | H                  | 電感                   |                    |
| 西門子             | S                  | 電導，導納，磁化率     | = Ω−1              |
| 庫侖               | C                  | 電荷量                 | = A⋅s              |
| 歐姆⋅米            | Ω⋅m                | 電阻率                 | ρ                  |
| 西門子/每米        | S/m                | 電導率                 |                    |
| 法拉/每米          | F/m                | 電容率；介電常數       | ε                  |
| 反法拉             | F −1               | 電彈性                 | = F −1             |
| 伏安               | VA                 | 交流電功率，視在功率   |                    |
| 無功伏安           | var                | 無功功率，虛功         |                    |
| 瓦特               | W                  | 电功率，有功功率，實功 | = J/s              |
| 千瓦⋅时            | kW⋅h               | 电能                   | = 3.6 MJ           |

根據前述的電壓定義，會使得帶有負電的物體被拉往高電壓的地方，帶有正電的物體被拉往低電壓的地方。也因此電流從高電壓流向低電壓（電流的方向被定義為與正電荷在電路中移動的方向相同，雖然實際上是負電荷在往反方向移動）。

### 以電位能定義
電壓從點{\textstyle x_{A}}到點{\textstyle x_{B}}的變化可以寫為
{\displaystyle {\begin{aligned}\Delta V_{AB}&=V(x_{A})-V(x_{B})\\&=\int _{r_{0}}^{x_{B}}{\vec {E}}\cdot d{\vec {l}}-\int _{r_{0}}^{x_{A}}{\vec {E}}\cdot d{\vec {l}}\\&=\int _{x_{A}}^{x_{B}}{\vec {E}}\cdot d{\vec {l}}\end{aligned}}}

在靜電場中，從點A到點B所作的功與路徑無關。

在這情況下，電壓的變化等同於將一個單位電荷，在不改變其速度量值的情況下，從點A移動到點B所需作的功。數學上，這可以表達為對於連接A、B兩點的電場的線積分。
如果這樣定義，那麼在有隨時間變化的磁場的情況下，電壓將無法良好定義，因為此時電場並非保守場，而連接兩點的電場的線積分值會隨著路徑變化。也就是說，對於一個包含電感的電路，電路內並不會有良好定義的電壓。然而，如果我們規定積分路徑就是電子在電路中的移動路徑，那麼將會有一個良好定義的電壓。在這情況下，電路中跨越一個電感的電壓為
{\displaystyle U=\Delta V=-L{\frac {dI}{dt}}}

### 以電場的分解定義
使用上面的定義，只要遇到隨時間變化的磁場我們就無法良好地定義了（除非規定積分路徑），因此我們可以將電壓的定義改為對保守場部分的電場進行積分，也就是：
{\displaystyle {\vec {E}}=-\nabla V-{\frac {\partial {\vec {A}}}{\partial t}}}
其中{\textstyle {\vec {A}}}是磁向量勢。這個分解是亥姆霍茲分解。
因此，我們可以將電壓寫為：
{\displaystyle {\begin{aligned}\Delta V_{AB}&=-\int _{x_{A}}^{x_{B}}{\vec {E}}_{\mathrm {conservative} }\cdot d{\vec {l}}\\&=-\int _{x_{A}}^{x_{B}}\left({\vec {E}}+{\frac {\partial {\vec {A}}}{\partial t}}\right)\cdot d{\vec {l}}\\&=-\int _{x_{A}}^{x_{B}}({\vec {E}}-{\vec {E}}_{\mathrm {induced} })\cdot d{\vec {l}}\end{aligned}}}
其中{\textstyle {\vec {E}}_{\mathrm {induced} }}是隨時間變化的磁場所造成的旋轉的電場。
如此我們就定義了一個總是良好定義的電壓了。

### 在電路分析的電壓
在電路分析或者電機工程學中，跨越電感的兩點的電壓並不定義為0或者無法定義。因為電機工程中使用了集總電路模型來描述與分析電路。
當我們使用集總電路模型來描述電路時，我們假設電路周圍沒有磁場且磁場的影響被關在集總電路的元素之中，也就是我們假設我們處理的是理想的電器元件。如果以上的假設並不成立（例如溢出的磁場過大），那麼它們被稱做寄生元件，並有相應的分析。
假設以上的假設皆成立，對於跨越電感的兩點的電壓，我們寫作:
{\displaystyle \int \mathrm {\vec {E}} \cdot d{\vec {l}}=-L{\frac {dI}{dt}}}

## 水力學模擬
其中一個比擬電子迴路運作的方式是把電子迴路想成是一個封閉的水管路系統，有幫浦在帶動它。而電路中兩點的電位差即看作水路中兩點的水壓差。如果幫浦製造了兩點間的壓力差，那麼這兩點間水的流動可以作功，例如帶渦輪發動機轉動。同樣的，電子在電子迴路中的電位差可以帶動元件作功，而電位差是由諸如電池等來提供。例如，一個充夠電的汽車電池造成的電位差可以「推動」大電流使得啟動馬達發動。如果幫浦沒有運作，那麼就不會有壓力差，渦輪發動機不會轉動。同樣的，如果汽車電池不夠強或者沒電了，那麼啟動馬達就不會運作。
水管路系統的比擬是一個有助於理解許多電子原理的方法。在這個系統下，移動水所需要作的功等於壓力乘以移動的水的體積。相似地，在電子迴路中，移動電子或者其他載子所需要的功等於「電子壓力」乘以被移動的電子的電量。在和「流」比擬的部分，越大的兩點「壓力差」（電位差或者水壓）就會造成愈大的流動（電流或者水流）。

## 應用

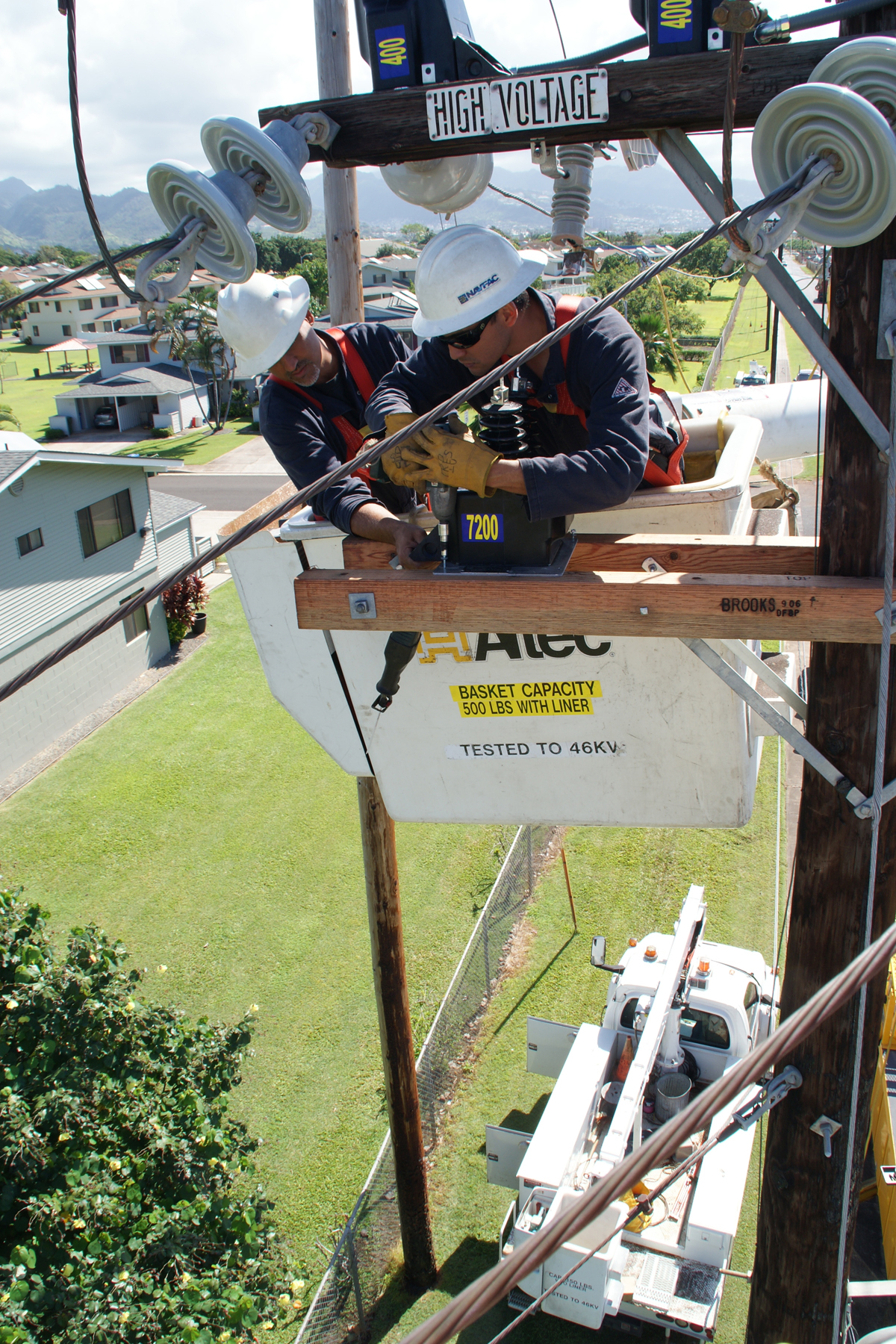
在高壓電線的工作

要進行一個電壓的測量，我們都會明確或不明確地指定要量的是哪兩點之間的電壓。在使用伏特計測量電位差之時，其中一端必須接在量測的某個端點，另一端也必須接在另一個端點。
其中一個常見的電壓使用情況是，在描述經過一個電子設備以後電壓降值（例如電阻）。電子設備的電壓降可以被理解為電子設備兩端與某個共同參考點（或者接地）所量測到的電壓的差值。在電路中被理想導體（且無電組與變化的磁場）所連接的兩點會得到電壓零的測量值。任何同電位的兩點皆可被導體所連接，並且不會有電流經過。

### 電壓的相加
A,C之間的電壓會是A,B之間的電壓加上B,C之間的電壓。各種電路中的電壓可以用克希荷夫電路定律計算。
當在討論交流電（AC）時，瞬時電壓和平均電壓是不同的。瞬時電壓可以用在討論直流電和交流電，但是平均電壓只有在訊號皆有同樣的頻率和相位時才會有意義。

## 量測工具

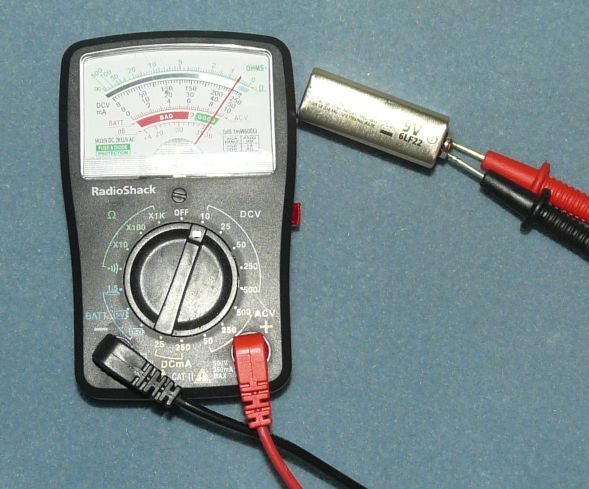
以萬用表量測電壓

量測電壓的工具包括電壓表、電位器和示波器。電壓表，例如動圈式儀表，可以量測流經固定電阻的電流，並且根據歐姆定律，會正比於電阻所消耗電壓。電位器是利用電橋電路用一個已知的電壓來平衡一個未知的電壓。陰極射線示波器是將電壓放大，並利用它來偏轉直線射出的電子，並且偏轉正比於其電壓。

## 常見電壓
常見的電器電池電壓是1.5 伏特（DC）。
常見的堆高機、車輛（汽車（小型車）、機車）電瓶（一顆）電壓是12.6 伏特(DC)（理論值）、12~12.6 伏特(DC)（實際標準值，低於此數據，啟動馬達不易發動引擎）。
常見的車輛（汽車（大型車））電瓶（兩顆）電壓是25.2 伏特（DC）（理論值）、24~25.2 伏特（DC）（實際標準值，低於此數據，啟動馬達不易發動引擎）。
常見的車輛（汽車、機車）交流發電機電壓是13 伏特（交流電經整流為直流電）~14 伏特（交流電經整流為直流電）。
常見的電力公司市電供電電壓為110伏特到120伏特（AC）和220伏特到240伏特（AC）。輸電系統中用來分配電力的電線常常是一般用電電壓的上百倍，一般來說是110到1,200 千伏（AC）。
高架電車線所用的用來驅動機關車的電壓在12 千伏到50 千伏（AC）或 0.75 千伏到3 千伏（DC）。

## 伽伐尼電勢與電化學電勢
在導體內，電子不只受到平均電位的影響，也會受到比熱容和原子環境的影響。
當電壓表連接到兩種不同的金屬時，它量測到的不是靜電上的電位差距，而是被熱力學所影響的其他東西。
電壓表量測到的是負的電子電化學電勢差距（費米能）除以電子電量，通常被稱為電壓差，而單純的，未被調整過的，不能被電壓表測出的電位，被稱為伽伐尼電勢。
伏特和電位使用上會有些混淆，操作上，這兩個詞在不同上下文下有不同的意思。

## 歷史
電動勢這個詞第一次是被喬凡尼·阿爾蒂尼（Giovanni Aldini）在1798年在信中所使用，並且在1801年首次發表於期刊Annales de chimie et de physique上。:408 伏打（Volta）是指一個不是靜電力的力，具體來說，也就是電化學力。:405 這個詞被麥可‧法拉第用來和電磁感應在1820年代扯上關係。 然而當時還沒有一個清楚的電壓定義與測量它的方法。:554 伏打將電動勢和「張力」（位能差異）區分開來了: 在電化電池在開電路的情況下，末端所量測到的位能差異必須剛好平衡電化電池的電動勢，如此才不會有電流的流動。:405